# Lubiechów (województwo lubuskie)
Lubiechów – wieś w Polsce położona w województwie lubuskim, w powiecie żagańskim, w gminie Małomice.
W latach 1975–1998 miejscowość administracyjnie należała do województwa zielonogórskiego.

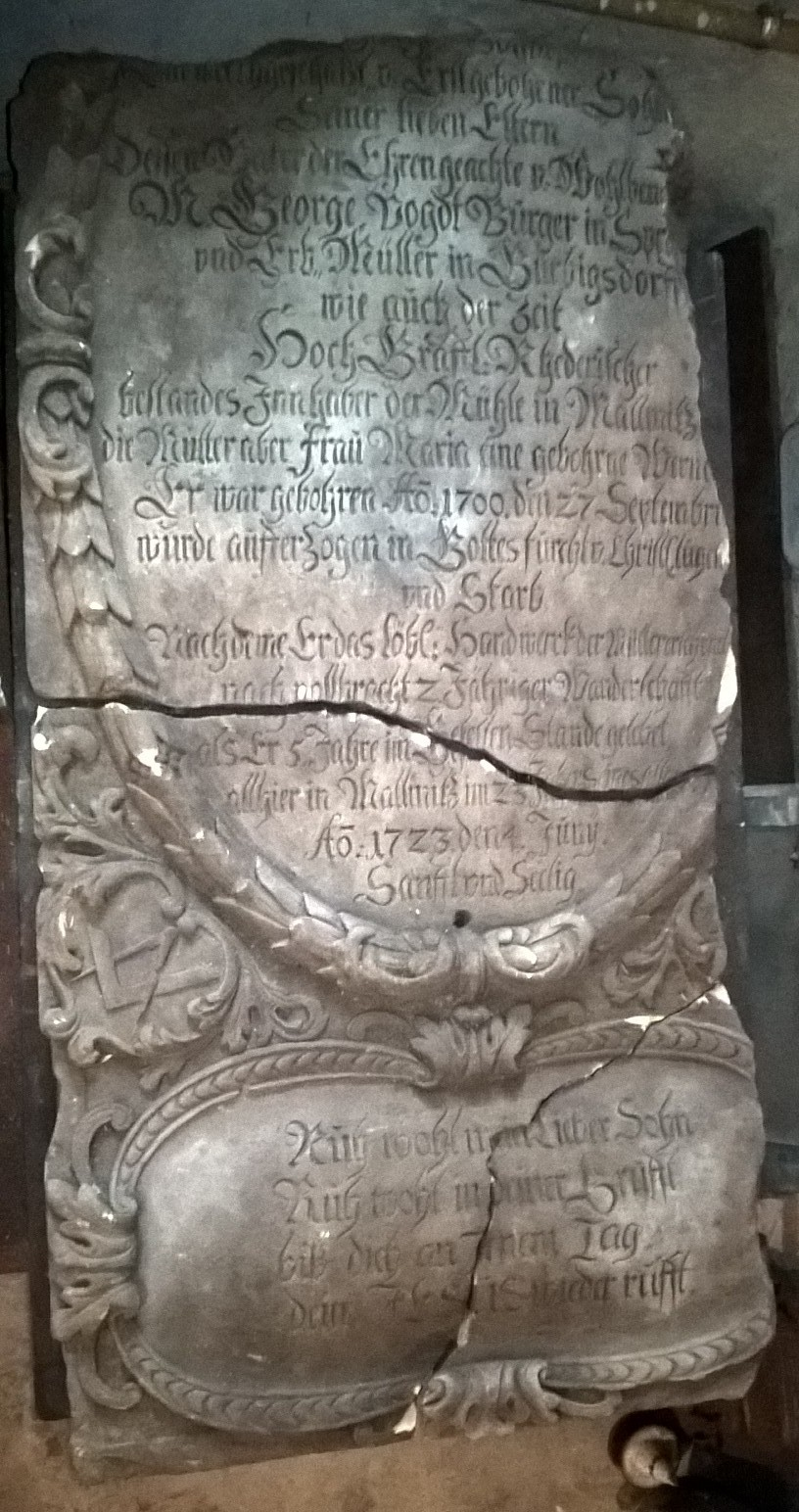
Epitafium z XVIII w. znalezione w Lubiechowie, przechowywane w Muzeum Ziemi Szprotawskiej.

We wsi znajduje się krzyż pokutny.

## Historia
Nazwa wsi daje się uchwycić w dokumentach od 1606 roku, kiedy miejscowość pojawia się jako „Luebicha”, jednakże początków osady na prawie niemieckim należy szukać w XIII/XIV wieku. Pochodzenie nazwy może mieć związek z granicznym charakterem osady, tj. rubieżą (rąbież). W istocie od XIII do XVIII wieku okolice Lubiechowa położone były na południowej granicy księstwa głogowskiego. Dalej na południe rozpościerały się już tylko puszcza i bagna, dzisiejsze Bory Dolnośląskie.
Na południowy wschód od wsi przebiegają Wały Śląskie.
W 1. połowie XX wieku niemiecki koncern IG Farben eksploatował pod wsią złoża ochry.
Wieś od późnego średniowiecza aż do 1975 roku wchodziła w skład dystryktu i późniejszego powiatu szprotawskiego. Lubiechów przez wieki był bezpośrednio związany z dobrami małomickimi i należał do właścicieli Małomic.

## Ludzie związani z Lubiechowem
- Gerhard Hauschild – nauczyciel, autor publikacji
- Walter Kunze – redaktor monografii Lubiechowa wyd. 1985